# Läufelfingen
 Läufelfingen est une commune suisse du canton de Bâle-Campagne, située dans le district de Sissach.

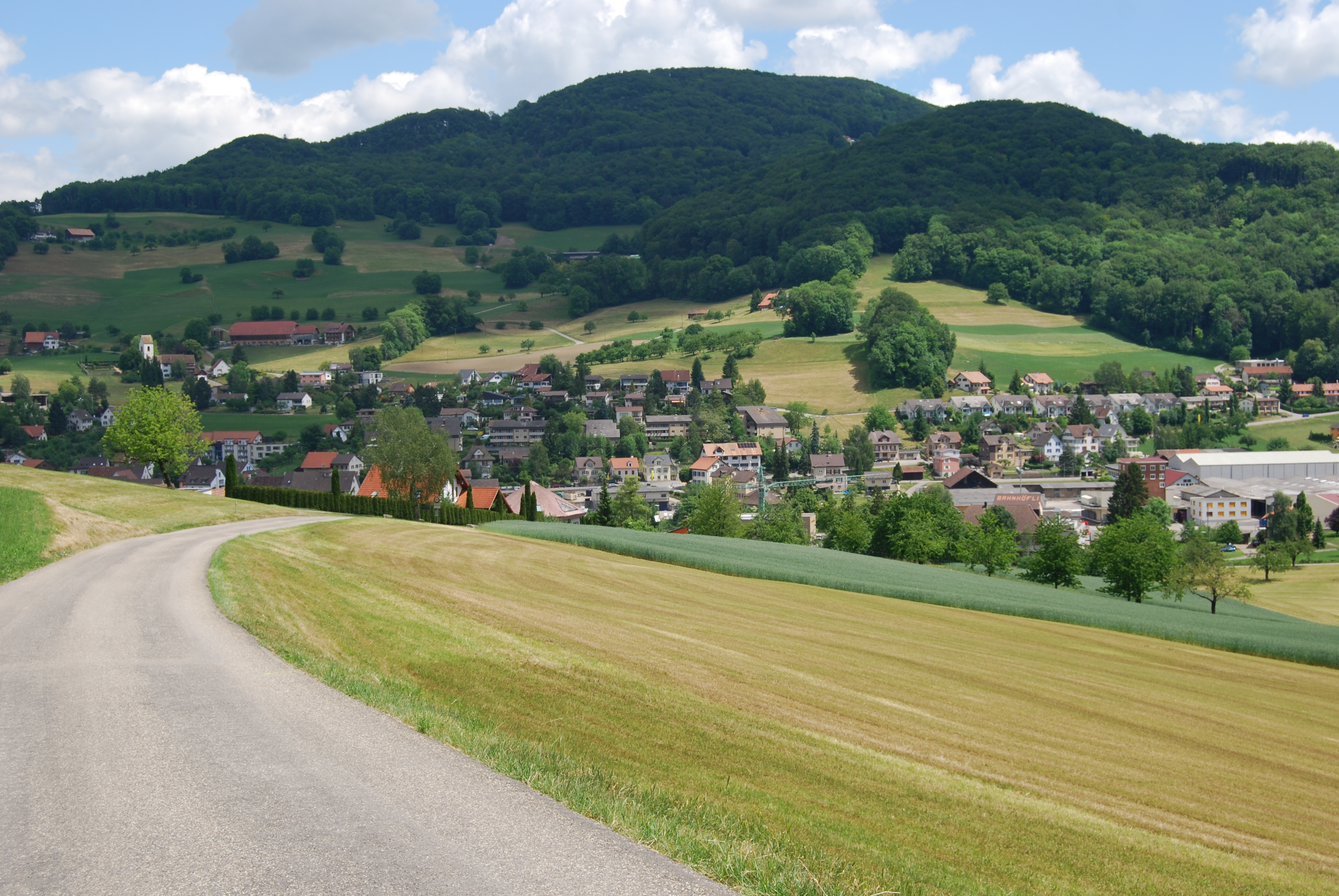
Läufelfingen.

Vue aérienne (1953)